# Tlatet Eddouair
Tlatet Eddouair (em árabe: ثلاثة الدوائر) é uma comuna localizada na província de Médéa, Argélia. De acordo com o censo de 2008, a população total da cidade era de 7 632 habitantes.